# セマフォリン

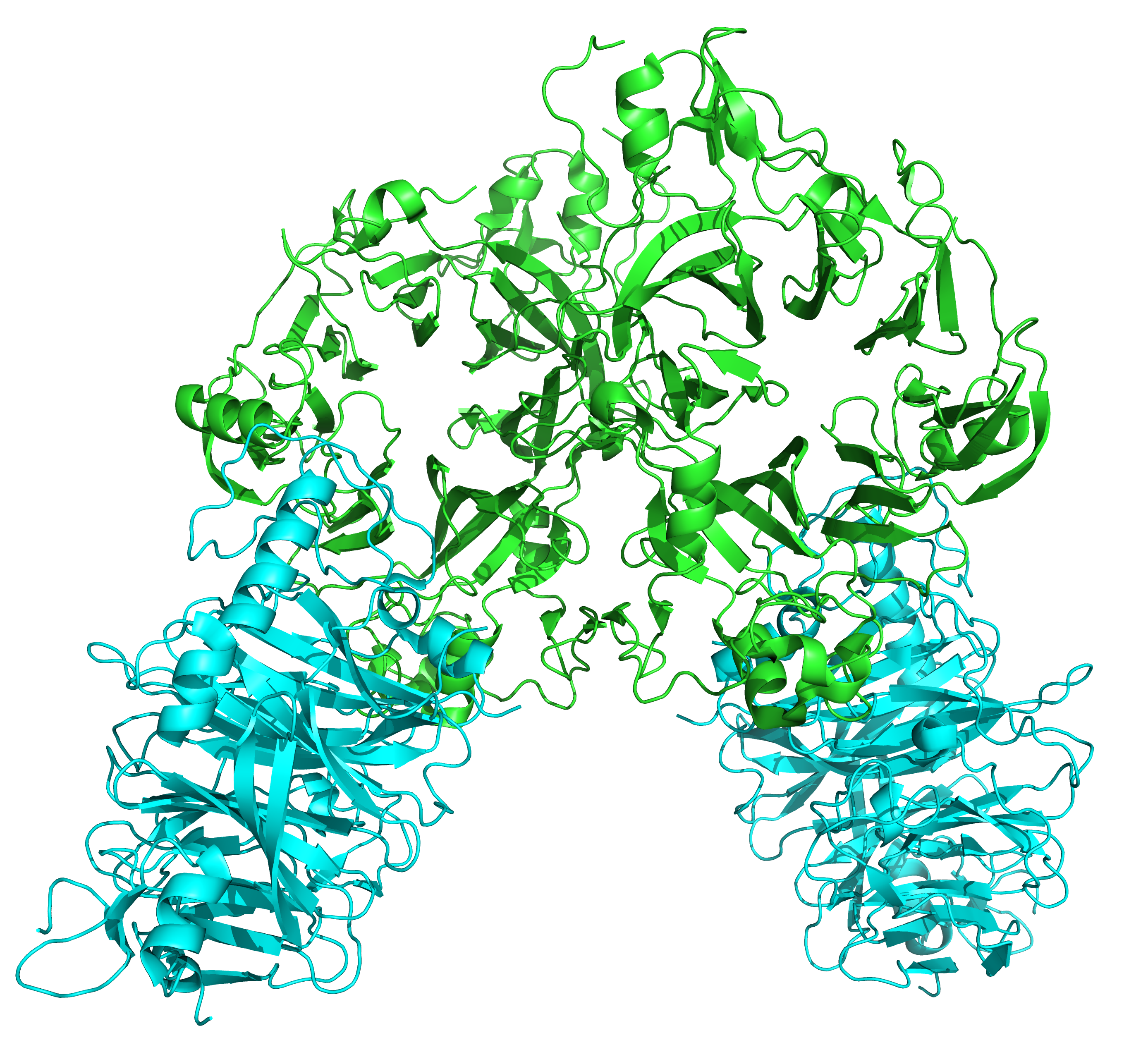
セマフォリン（緑色）とプレキシン（複合体）の細胞外ドメインの複合体。両者はヘテロ4量体を形成しているが、その中でもセマフォリンはホモ2量体の構造を維持している。

セマフォリン（英: Semaphorin）とは細胞間のシグナル伝達に関わるタンパク質群であり、神経回路の形成や免疫細胞の調節に関わっている。名前の由来は、神経細胞の軸索を伸ばす方向を決める物質として最初に発見されたことから、「手旗信号（semaphore）」に基づいて命名された。セマフォリンは細胞膜貫通領域を持つもの、GPIアンカーで細胞膜につながっているもの、分泌型のものと様々な種類があるが、セマドメインと呼ばれる共通した配列を有している。セマフォリンは神経軸索のガイダンスの他にがんの転移や多発性硬化症、アトピー性皮膚炎などにも関わっている。

## 種類
セマフォリンはセマドメインに隣接する部分の配列の違いから7つのクラス（サブファミリー）に分けられている。このうちクラス1、2が無脊椎動物のセマフォリンであり、クラス3～7は脊椎動物のものである。これらとは別にウイルスが作り出すタイプ（クラスV）もある。膜型と分泌型に分けると、クラス1、4、5、6、7が膜型（ただし、クラス7はGPIアンカー）、クラス2、3、Vが分泌型である。

## 受容体
セマフォリンの多くはプレキシン（plexin）と呼ばれる細胞膜上の受容体に作用する（ただし、クラス7セマフォリン（Sema7）はインテグリンをその受容体としている）。結晶構造解析により、セマフォリンによるプレキシン活性化の仮説が立てられた。それによると、ホモ二量体で不活性化状態にあるプレキシンがセマフォリンと遭遇すると解離し活性化すると考えられている。

## 機能
セマフォリンは主として神経系および免疫系の細胞の働きを調整していることで知られる。例えば、Sema3Aは、稀突起膠細胞や神経軸索の再生に関わるほか、免疫系においては樹状細胞が微小リンパ管を移動することに関わっている。この他、多発性硬化症の患者ではSema4Aの血液濃度が上昇しており、何らかの形で病態に関連していると考えられる。また、Sema3Aの阻害薬は損傷した脊髄の再生を誘導することが知られている。